# Летяща чиния
Летящата чиния е вид летателен апарат с формата на диск или чиния.
В случаите в които се предполага, че летящата чиния има извънземен произход, тя се счита за неидентифициран летящ обект (НЛО). Летящите чинии обикновено са описвани като сребърни или метални, понякога покрити със светлини или заобиколени от блестяща светлина, висят или се движат бързо, самостоятелно, а често и в тесни формации с други подобни летателни апарати, притежаващи висока маневреност. Някои от конспиративните теории твърдят, че за задвижване те използват антигравитация и микровълнова енергия. По света много хора вярват в прикриването на класифицирани летални апарати с формата на летяща чиния. Най-известната теория е, че САЩ тайно придобиват извънземна техология, която усъвършенстват в зона 51. Много критици на конспирацията отхвърлят подобни твърдения, поради факта че някои от самолетите използващи „стелт“ технология лесно могат да бъдат сбъркани с летяща чиния, когато са наблюдавани под определен ъгъл. Някои инженери по аеродинамика също отхвърлят възможността обект с реална форма на летяща чиния да развива описаните скорости и маневри. Понякога единични обллаци могат да получат формация на диск, въпреки че те са сбърквани много по-рядко с летяща чиния.
Все още няма категорични доказателства за произхода на всеки един наблюдаван обект с подобни характеристики.